# 光宇国际集团
光宇国际集团，全名光宇国际集团科技有限公司（英語：Coslight Technology International Group Limited）（港交所：1043）, 是一家总部位于中国哈尔滨市的以生产通讯电力设备为主的上市公司。光宇于1994年成立于哈尔滨，主要产品包括铅酸蓄电池，镍氢镍镉电池和锂离子电池。现任董事局主席宋殿权为集团的创始人。原港交所上市公司，2020年9月1日停牌，2022年4月4日取消上市地位。

## 历史

### 電池製作業務
目前為中國第三大鋰聚合物電池製造商，現有NB主要客戶為HP/DELL/ASUS/Lenovo/Fujitsu，手機為Lenovo/中興/華為/ASUS/小米/酷派/魅族

### 光宇遊戲
光宇國際集團在2003年開始關注網絡娛樂業，在經過一年的考察之後，在2004年成立運營和開發遊戲的子公司，分別為負責運營的北京光宇华夏科技有限责任公司，簡稱「光宇华夏」，和負責開發遊戲的深圳光宇天成互动软件有限公司，簡稱「天成互动」。2008年，光宇國際集團打算剝離電子遊戲業務，讓遊戲業務重組為「光宇网络」在中國大陸的A股市場上市。為此天成互动進行重組並改名為「深圳科诗特软件有限责任公司」，簡稱「科诗特软件」，大部分股份轉移到光宇國際集團創始人宋殿权之子宋洋手上，科诗特软件也全資擁有光宇华夏。受到2008年金融危機影響，上市計劃終止。目前，科诗特软件和光宇华夏為光宇网络全資子公司，由光宇國際集團間接持有。2010年，光宇華夏進行了重組，宋洋進駐公司管理層任副總裁。之後光宇華夏和光宇國際集團與2006年成立的光宇在線（北京光宇在线科技有限责任公司）聯合運營光宇遊戲平台及旗下網絡遊戲。2013年，宋洋任光宇在線總裁。

## 外部連結
- 官方网站